# Copa Bolivia 2016
La Copa Bolivia 2016 fue la quinta versión del torneo promocional de segunda división organizado por la Asociación Nacional de Fútbol de Bolivia para otorgar 3 cupos al campeonato Copa Simón Bolívar 2016-17 . Se disputó en septiembre de 2016, en la ciudad de Santa Cruz y en la ciudad  la Paz. Participaron los equipos subcampeones de las 9 Asociaciones Departamentales de Bolivia, el subcampeón del Torneo Nacional Interprovincial 2016, los equipos terceros de Potosí y Beni, y como invitado especial, el equipo perteneciente a la ciudad sede de Villamontes, el Club Quebracho.

## Sistema de disputa
Los 10 equipos fueron distribuidos en 2 series: 
- Serie A: Always Ready, Aurora, Wilstermann Cooperativas, Stormers y Deportivo Kala.
- Serie B: Destroyers, García Agreda, Mariscal Sucre, Universitario de Vinto y Deportivo Kivon.

## Fase de grupos

### Tabla de Posiciones Serie "A"
| Pos | Equipo                   | PJ | G | E | P | GF | GC | Dif | Pts |
| --- | ------------------------ | -- | - | - | - | -- | -- | --- | --- |
| 1º  | Always Ready             | 4  | 3 | 1 | 0 | 12 | 1  | 11  | 10  |
| 2º  | Aurora                   | 4  | 3 | 1 | 0 | 6  | 2  | 4   | 10  |
| 3º  | Wilstermann Cooperativas | 4  | 1 | 1 | 2 | 6  | 8  | -2  | 4   |
| 4º  | Stormers                 | 4  | 1 | 1 | 2 | 5  | 9  | -4  | 4   |
| 5º  | Deportivo Kala           | 4  | 0 | 0 | 4 | 5  | 14 | -9  | 0   |

Pts = Puntos; PJ = Partidos Jugados; G = Partidos Ganados; E = Partidos Empatados; P = Partidos Perdidos; GF = Goles Anotados; GC = Goles Recibidos; Dif = Diferencia de gol
|  | Clasificados a Copa Simón Bolívar 2016-17. |

### Tabla de Posiciones Serie "B"
| Pos | Equipo                 | PJ | G | E | P | GF | GC | Dif | Pts |
| --- | ---------------------- | -- | - | - | - | -- | -- | --- | --- |
| 1º  | Destroyers             | 4  | 4 | 0 | 0 | 13 | 0  | 13  | 12  |
| 2º  | García Agreda          | 4  | 3 | 0 | 1 | 6  | 1  | 5   | 9   |
| 3º  | Mariscal Sucre         | 4  | 2 | 0 | 2 | 6  | 5  | 1   | 6   |
| 4º  | Universitario de Vinto | 4  | 1 | 0 | 3 | 3  | 8  | -5  | 3   |
| 5º  | Deportivo Kivon        | 4  | 0 | 0 | 4 | 2  | 16 | -14 | 0   |

Pts = Puntos; PJ = Partidos Jugados; G = Partidos Ganados; E = Partidos Empatados; P = Partidos Perdidos; GF = Goles Anotados; GC = Goles Recibidos; Dif = Diferencia de gol
|  | Clasificados a Copa Simón Bolívar 2016-17. |

## Fase Final
Para esta edición de la Copa Bolivia la Asociación Nacional de Fútbol de Bolivia determinó que se otorgarían 3 cupos a la Copa Simón Bolívar 2016-17. Siendo así, y debido a problemas de organización, logística y financiamiento surgidos antes y durante la realización del torneo, se decidió que los 3 cupos se otorgarían directamente a los primeros lugares de cada serie y al mejor segundo.